# Salon (événementiel)
Pour les articles homonymes, voir Salon.

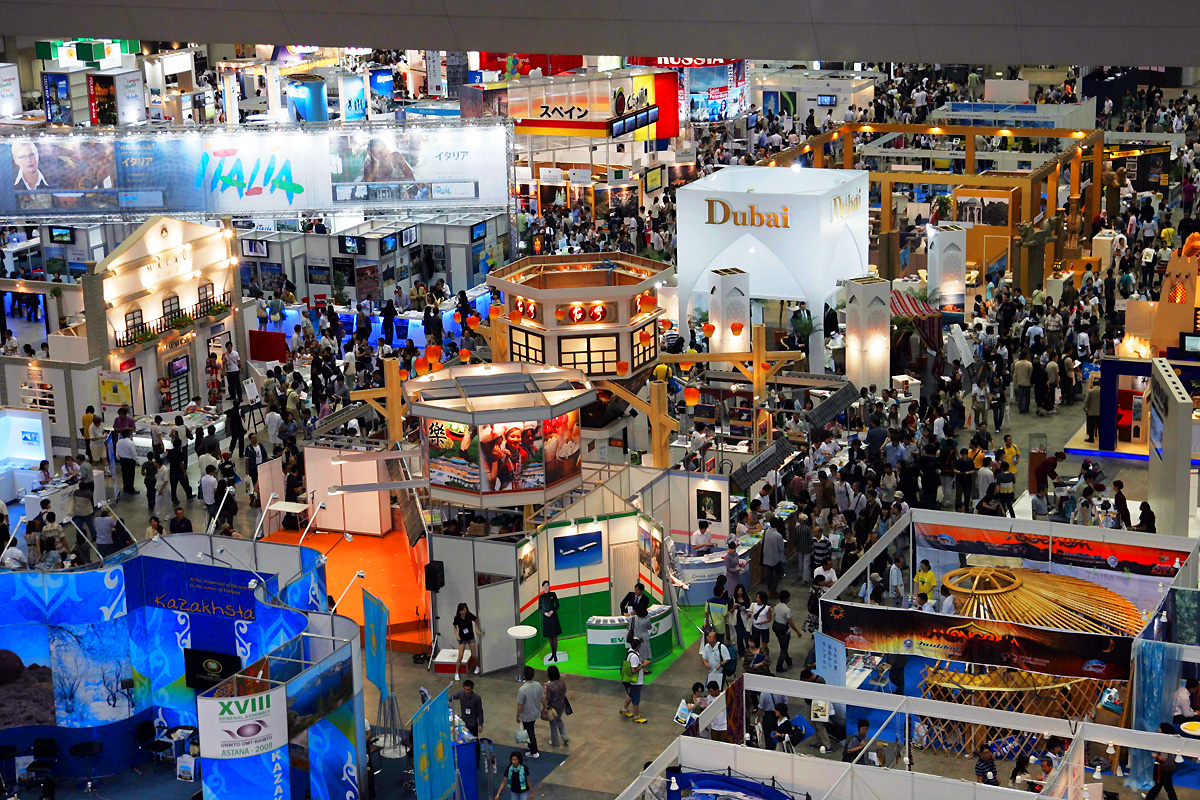
Un salon dédié au tourisme à Tokyo en 2008.

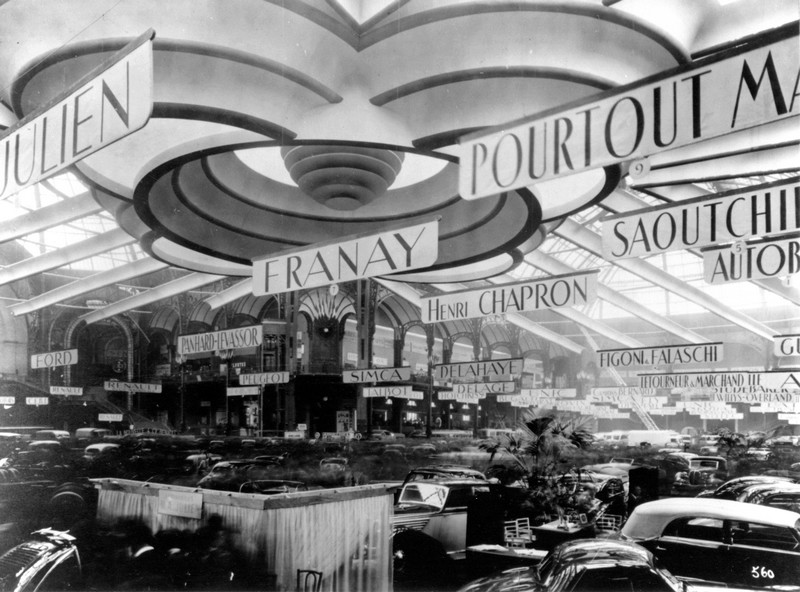
Salon international de l'automobile et du cycle, à Paris en 1946.

Un Salon, dans le domaine événementiel, désigne une exposition rassemblant des spécialistes (généralement des professionnels) d'un même secteur économique en vue de développer une activité. Un salon peut s'adresser aux professionnels (visite accessible aux seuls professionnels du secteur considéré : bâtiment, aéronautique, pharmacie…) ou au grand public (ouvert à tous). Il est parfois mixte : avec des jours uniquement réservés aux professionnels.

## Histoire
Les salons événementiels trouvent leurs origines dans les pratiques de sociabilité des XVIIᵉ et XVIIIᵉ siècles en Europe, en particulier en France. Les premiers salons littéraires et artistiques étaient organisés dans les hôtels particuliers de l'aristocratie et de la bourgeoisie parisienne, tels que l'hôtel de Rambouillet. Ces rassemblements mettaient en avant la conversation, l'échange d'idées et la culture, souvent orchestrés par des figures influentes, notamment des femmes comme Madame de Staël et Madame Geoffrin au XVIIIᵉ siècle, qui réunissaient des penseurs des Lumières tels que Voltaire, Diderot et Rousseau.
Avec le temps, ces salons se sont institutionnalisés et ont évolué pour inclure des événements commerciaux, comme les foires et expositions industrielles du XIXᵉ siècle, qui mettaient en avant les innovations techniques et le commerce international, notamment à l’Exposition Universelle de 1855 à Paris. Le modèle des salons modernes, centrés sur les produits et services spécifiques, est en grande partie issu de ces expositions.

## Présentation
Il a généralement lieu dans un palais des congrès ou un parc des expositions. En France, Paris organise de nombreux salons internationaux, en particulier sur les sites du parc des expositions de la porte de Versailles ou celui de Villepinte.
Les salons permettent aux entreprises de prospecter de nouveaux clients car ils rassemblent une grande variété de professionnels. Ces nouveaux clients peuvent acheter les produits présentés (habituels ou nouveaux) par les entreprises pendant le salon. Le salon favorise la fidélisation des clients existants. La présence sur les supports d’un salon crée de la visibilité pour l’entreprise, augmentant son image et sa notoriété.

## Les métiers de l'événement
Le secteur se structure autour de quatre types d’acteurs[réf. nécessaire] : les gestionnaires de sites, les organisateurs de manifestations, les prestataires (concepteurs de stand, hôtesses, restauration…) et les généralistes du secteur.

## France
En France, où se tiennent plus de 1 100 foires et salons chaque année, ils généraient en 2015 près de six milliards d'euros de retombées économiques et 90 000 emplois (ETP annuel) étaient maintenus ou créés.
Parmi les salons les plus fréquentés à Paris, on compte le Mondial Paris Motor Show, le Salon du Bourget (tous deux bisannuels), le Salon international de l'agriculture, ou le Salon nautique international de Paris (ces derniers annuels).

## Salons virtuels
L'adaptation sur Internet du concept de salon a donné naissance à la notion de salon virtuel, également appelé « salon web » ou « salon en ligne ». De nombreux salons virtuels tels que Visiofair ou Eprofeel ou V3D EVENTS apparaissent mettant en avant des avantages tels que des tarifs compétitifs et aucun déplacement physique pour le visiteur comme pour l'exposant.
Les salons virtuels trouvent leur origine dans les années 1990-2000, lorsque l’essor d’Internet favorise les premières expérimentations. À cette époque, les événements en ligne se limitaient souvent à des catalogues interactifs ou des espaces de présentation simplifiés, cherchant à reproduire les aspects informatifs des salons physiques.
Dans les années 2010, les avancées technologiques, notamment en réalité augmentée (RA) et réalité virtuelle (RV), révolutionnent ces événements en offrant des expériences plus immersives et interactives. Parallèlement, les formats hybrides, qui combinent des éléments physiques et numériques, font leur apparition pour répondre à des attentes variées.
La pandémie de COVID-19 en 2020 marque un tournant majeur pour les salons virtuels. De nombreux événements, tels qu'Art Basel, la Gamescom ou la Foire du livre de Francfort, adoptent un format entièrement en ligne, attirant souvent plus de participants qu’en présentiel. Par exemple, Art Basel a réuni 230 000 visiteurs virtuels, contre 93 000 lors de son édition physique en 2019. D’autres initiatives, comme Poly-E-Fair en Suisse ou Home-E-Fair pour l’immobilier, ou la foire virtuelle montrent comment ces plateformes numériques permettent de maintenir les échanges professionnels en période de restriction.